# بولیوار اوروتیا پاریلا
بولیوار اوروتیا پاریلا (انگلیسی: Bolívar Urrutia Parrilla; زاده ۱ دسامبر ۱۹۱۸ – درگذشته ۲ ژوئن ۲۰۰۵) سیاست‌مدار اهل پاناما بود. وی از ۱۱ اکتبر ۱۹۶۸ تا ۱۸ دسامبر ۱۹۶۹ همراه با خوزه ماریا پینیلا فابرگا رئیس‌جمهور پاناما بود.
بولیوار اوروتیا پاریلا در ۲ ژوئن ۲۰۰۵، در سن ۸۶ سالگی درگذشت.